# Антоновский, Иван Иванович
Иван Иванович Антоно́вский (укр. Іван Іванович Антоновський; 1893, Журавка, Киевская губерния — 1958, Киев) — советский украинский дирижёр, музыкант, бандурист и аранжировщик

.

## Биография
Родился в 1893 году в селе Журавка (ныне в Городищенском районе Черкасской области).
В детстве у мальчика проявился музыкальный слух, что и предопределило его дальнейшую судьбу. После получения музыкального образования Иван Антоновский работал в различных оркестрах, где, благодаря своему таланту, играл на нескольких музыкальных инструментах.
Начиная с 1938 года (и в 1946—1947 годах) Антоновский И. И. работал в Национальной капелле бандуристов, где сперва играл на цимбалах, а спустя некоторое время стал дирижёром этого музыкального коллектива.
С 1945 по 1946 год И. И. Антоновский возглавлял оркестровую группу Украинского народного хора. Общее руководство хором осуществлял советский украинский композитор и хоровой дирижёр Григорий Гурьевич Верёвка, имя которого впоследствии стал носить этот коллектив (Национальный заслуженный академический народный хор Украины имени Верёвки). Хор сыскал себе широкую популярность как в Советском Союзе, так и за его пределами. Безусловный вклад в успех хора внёс и Иван Антоновский, который создал ряд уникальных аранжировок и ввёл в состав вверенного ему оркестра бандуры, альты, басы и контрабасы.
Иван Иванович Антоновский скончался в 1958 году в Киеве.

## Творчество
- Обработка народных песен (венчик «Сонце низенько», «Ой там на мельнице», дуэт с хором «Месяц на небе», «Гречаники»).
- Аранжировка различных произведений для капеллы бандуристов.

## Награды
- Медаль «За трудовое отличие» (30 июня 1951 года)[1].